# Talicada khasia
Talicada khasia är en fjärilsart som beskrevs av Druce 1902. Talicada khasia ingår i släktet Talicada och familjen juvelvingar. Inga underarter finns listade i Catalogue of Life.